# Timo Roosen
Timo Roosen (* 11. Januar 1993 in Tilburg, Provinz Noord-Brabant) ist ein niederländischer Radrennfahrer.

## Sportliche Laufbahn
Als Juniorenfahrer gewann Timo Roosen eine Etappe bei Sint-Martinusprijs Kontich.
Nachdem Roosen im Erwachsenenbereich 2013 eine Etappe der Tour de Berlin gewonnen hatte, wurde er 2014 Mitglied des Rabobank Development Teams für das er eine Etappe und die Nachwuchswertung von Kreiz Breizh Elites gewann.
Im Jahr 2015 wechselte Roosen vom Nachwuchsteam zur Profimannschaft, die mittlerweile Team Lotto NL-Jumbo hieß. 2017 entschied er eine Etappe der Tour des Fjords und den Tacx Pro Classic für sich. Im Jahr 2021 wurde er niederländischer Meister im Straßenrennen. 2022 gewann er eine Ertappe der Vuelta a Burgos.
Ende 2023 wurde bekannt, dass Roosen in das Team von Fabio Jakobsen wechselt um dessen Sprintzug zu verstärken.

## Diverses
Anfang 2019 erlitt der ältere Bruder von Roosen, Sjors, ein ehemaliger Radrennfahrer, bei einem Verkehrsunfall eine Verletzung des Rückenmarks und nutzt seitdem einen Rollstuhl. Timo Roosen, der nach dem Vorbild des Bruders mit dem Radsport anfing: „Ich lebe jetzt auch seinen Traum.“

## Erfolge
2011
- eine Etappe Sint-Martinusprijs Kontich

2013
- eine Etappe Tour de Berlin

2014
- eine Etappe und Nachwuchswertung Kreiz Breizh Elites

2017
- eine Etappe Tour des Fjords
- Tacx Pro Classic

2021
- Niederländischer Meister – Straßenrennen

2022
- eine Etappe Vuelta a Burgos

## Grand-Tour-Platzierungen
| Grand Tour            | 2015 | 2016 | 2017 | 2018 | 2019 | 2020 | 2021 | 2022 | 2023 | 2024 |
| --------------------- | ---- | ---- | ---- | ---- | ---- | ---- | ---- | ---- | ---- | ---- |
| Giro d’ItaliaGiro     | –    | –    | –    | –    | –    | –    | –    | –    | –    | –    |
| Tour de FranceTour    | –    | 111  | DNF  | 137  | –    | –    | –    | –    | –    | –    |
| Vuelta a EspañaVuelta | 95   | –    | –    | –    | –    | –    | –    | –    | –    | –    |